# Быгинка
Быгинка — река в России, протекает по территории Шарканского и Воткинского районов Удмуртии. Длина — 10 км. Протекает через деревни Старые Быги и Нижние Быги. Впадает в Вотку в 31 км от её устья по левому берегу.
По данным государственного водного реестра России, относится к Камскому бассейновому округу, речной бассейн — Кама, речной подбассейн — Кама до Куйбышевского водохранилища (без бассейнов рек Белой и Вятки), водохозяйственный участок — Кама от Воткинского гидроузла до Нижнекамского гидроузла, без рек Буй (от истока до Кармановского гидроузла), Иж, Ик и Белая.